# Луцій Волумній Фламма Віолент
Луцій Волумній Фламма Віолент (лат. Lucius Volumnius Flamma Violens; 340 до н. е. — 273 до н. е.) — політичний, державний та військовий діяч Римської республіки, дворазовий консул 307 та 296 років до н. е.

## Життєпис
Походив з плебейського роду Волумніїв. Брав участь у боротьбі плебеїв з патриціями щодо зрівняння у правах. Незважаючи на те, що у 367 році до н. е. було ухвалено закон щодо надання права доступу плебеям до консульства, саме обрання у 307 році до н. е. консулом Луція Волумнія стало першим випадком застосування цього закону. Під час своєї каденції він з успіхом воював проти салентінів, здобувши багато фортець та здобичі.
У 296 році до н. е. його вдруге обрано консулом, разом з Аппієм Клавдієм Цеком. Їхні війська завдали рішучої поразки об'єднаним силам самнітів й етрусків біля річки Волтумна. У 295 році до н. е. як проконсул воював у Самніумі. Переміг самнітів у битві при Тріферумі, а згодом брав участь у битві при Сентіні.

## Родина
Дружина — Вергінія, донька Авла Вергінія.